# モンスターエナジー
モンスターエナジー（英: Monster Energy）は、モンスタービバレッジ社（旧・ハンセン・ナチュラル社）が、2002年から販売・展開しているエナジードリンクブランド。
日本では「モンスター」や「モンエナ」と称される他、モンスターエナジーを含むエナジードリンク全般を指して「魔剤」と表現されることもある。

## 概要
モンスタービバレッジが販売する主力商品のエナジードリンクで、北米では数十種類の味が473ml、710mlなど各種容量で販売され、その他の国では250～550mlなど、国によってサイズや味の違うものが販売されており、日本では群馬・神奈川・静岡・和歌山の工場で製造されている。
日本向けの製品としては2012年5月8日に、アサヒ飲料がエナジードリンク「モンスターエナジー」ブランドの日本国内における独占販売権を取得したことが発表され、「モンスターエナジー」、「モンスターカオス」が最初に発売された。
また、2014年8月14日には「ザ コカ・コーラ カンパニー」がモンスタービバレッジの株式を16.7%取得し、世界的な優先流通パートナーとなり、モンスターはコカ・コーラの栄養飲料分野を独占的に扱うことになった。なお、原材料にタウリンを用いるアメリカ本国のオリジナルレシピは、日本では薬機法で医薬部外品に分類され清涼飲料水として扱えなくなるため、L-アルギニンに代替されている。

## 販売国・地域
アメリカ合衆国、カナダ、イギリス、フランス、ドイツ、イタリア、スイス、日本、韓国、中国、香港、マカオ、フィリピン、マレーシア、シンガポール、メキシコ、タイ、ベトナム、オーストラリア、ニュージーランド、ロシアなど。
日本では販売者が東京都品川区二葉に所在する「モンスターエナジージャパン合同会社」で、アサヒ飲料が国内独占販売権を有している。群馬・神奈川・静岡・和歌山で製造されている。

## 成分
カフェイン、人工甘味料が含まれている。

### カフェイン量
アメリカ向けのモンスターエナジーのカフェイン含有量は、10mg/oz（33.81mg/100ml）である。パッケージの注意書きでは、一日摂取許容量を北米では48ozまで、オーストラリアでは16ozまでとすることが望ましいとされる。イギリスのものは注意記載が無いが、薬理作用が敏感でカフェイン中毒を呈しやすい子供や妊婦などは、飲用を控えることが望ましいとされている。
日本で売られているモンスターエナジーのカフェイン量は100mlあたり40mgであり、355ml缶の栄養成分表示の下に「この製品には1本あたり142mgのカフェインが含まれています。適量の飲用をお願いします。」や「お子様、妊娠中または授乳中の方、カフェインに敏感な方にはお勧めしません。」などの注意書きの記載がある。
2012年には、アメリカで12歳の女児がモンスターエナジー摂取による多量のカフェインが原因で死亡事故が発生した。

## 日本での種類

### 現行の製品
- モンスターエナジー - 355ml
- モンスターエナジー - 500ml（通常缶・ボトル缶）[12][注釈 4][注釈 5]
- モンスターゼロシュガー - 355ml（カロリーゼロ、砂糖ゼロ）
  - 旧名称は「モンスターアブソリュートリーゼロ（絶対零度）」で、2021年に同一成分のまま名称が変更された[13]。
- モンスターウルトラ - 355ml（カロリーゼロ、砂糖ゼロ、甘さ控え目、微炭酸）
  - 2015年7月21日に発売[14]。
- モンスターエナジーM3 - 150ml
  - 2014年8月19日に発売。モンスターエナジー355mlの成分を凝縮している[15]。2016年4月12日にパッケージデザインが変更された[16]。
- モンスターエナジーパイプラインパンチ - 355ml・500ml（パッションフルーツ、オレンジ、グァバのミックス果汁16％配合）
  - 2019年4月23日に発売[17]。発売当初予想を上回る売れ行きの影響で、通常製品の生産に支障が出る事態になり、わずか1ヶ月で販売中止となった。その後、2020年3月3日に再販された[18]。
  - さらに、500mlボトル缶が2024年8月6日に発売された[19]。
- モンスターエナジーM3缶 - 160ml
  - 自動販売機限定[20]。
- モンスターエナジーウルトラパラダイス - 355ml（キウイフルーツ、青リンゴ味、無果汁）
  - 2020年6月30日に発売された[21]。また、使用されていた着色料は「黄色4号、青色1号」だったが、缶に記載された成分表では「黄色5号、青色1号」と誤記載されていたことが同年12月に発覚したため、店頭在庫が全て回収される事態になり、一時生産・出荷停止になった[22]。
- モンスターエナジーマンゴーロコ - 355ml（ぶどう・マンゴー・リンゴ・グァバ・パイナップル・あんず・もも・レモン・パッションフルーツ、果汁11％配合）
  - 2022年2月25日にTwitterで発表され、同年4月12日に発売された[23]。
- モンスターエナジースーパーコーラ - 355ml
  - 2022年7月20日に公式サイトやTwitterで発表され、8月9日に発売された[24]。すでに発売されているボトル缶の「スーパーコーラ」のリニューアル版[25]。2025年2月下旬 在庫限りで終売
- モンスターリハブ・レモネードティー - 355ml（無炭酸、レモネードティーをベースに、ココナッツウォーターやマンゴスチン果汁などを使用）
  - 2022年10月12日に公式サイトやTwitterで発表され、同年10月25日に発売された[26]。
- モンスターウルトラピーチーキーン - 355ml（桃、無果汁）
  - 2023年6月16日にTwitterで発表され、同年7月4日に発売された[27][28]。
- モンスターオージースタイルレモネード - 355ml（レモン、果汁1％）
  - 2023年10月3日に発売[29][30]。2025年2月下旬 在庫限りで終売
- モンスターウルトラバイオレット - 355ml （ブドウ、無果汁）
  - 2024年4月2日に発売[31][32]。
- モンスターパピヨン - 355ml（桃、果汁10%未満）
  - 2024年6月4日に発売[33][34]。
- モンスター ウルトラファンタジールビーレッド - 355ml
  - 2025年4月1日に発売。
- モンスター リッパー- 355ml
  - 2025年7月1日に発売。

### 過去の製品
- モンスターコーヒー - 250g（カフェ・オ・レをブレンド）
  - 2014年10月4日に発売[35]。現在は販売を終了している。
- モンスターエナジーロッシ - 355ml（オレンジ、レモンのミックス果汁4％、数量限定）
  - 海外で発売されている「モンスターエナジーザ・ドクター」の、バレンティーノ・ロッシとのコラボ仕様[36]。
- モンスターエナジー - 555ml（ボトル缶、数量限定）[37]
- モンスターキューバリブレ - 355ml（カクテル「キューバ・リブレ」をモチーフに開発）
  - 2018年3月に日本限定発売された。スーパーコーラのリニューアルと共に販売を終了したが、Amazonなどのネット通販ではまだ在庫処分で購入できる[38]。
- モンスタースーパーフュエルブルーストリーク - 550ml（ブルーハワイ風味・無炭酸）
  - 2021年8月3日に限定リリースされた、日本ではモンスター初になるスポーツドリンク系モンスターエナジー。1本に含まれているカフェインの量は148mg[39]。
- モンスタースーパーフュエルレッドドッグ - 550ml（ミックスベリー風味・無炭酸）
  - 2021年8月3日に限定リリースされた、日本ではモンスター初になるスポーツドリンク系モンスターエナジー。1本に含まれているカフェインの量は148mg[39]。
- モンスタースーパーフュエルキラーキウイ - 550ml（無炭酸・無果汁）[40]
  - 2022年6月13日に公式サイトやTwitterにて発表され、同月28日に発売したスポーツドリンク系のモンスターエナジー。1本に含まれているカフェインの量は148mg。
- モンスターエナジースーパーコーラ - 500ml
  - 2021年3月1日にTwitter上で発表され、同月30日に発売された[41]。しかし、リニューアルによりパッケージデザインや容量などが変更されたため、販売を終了した[25]。
- モンスターエナジーリザーブ・ウォーターメロン - 355ml（すいか、無果汁）
  - 2023年3月3日にTwitterで発表され、同年4月11日に販売を開始した[42]が、2024年2月中旬に販売を終了した[43]。
- モンスターカオス - 355ml（タンジェリン、パイナップル、ブドウ、リンゴ、モモのミックス果汁30％配合）
  - モンスターエナジーと同時に販売を開始したが、2024年4月中旬に販売を終了した[43]。
- モンスターエナジーザ・ドクター  - 355ml
  - 2018年に数量限定で発売された「モンスターロッシ」の再販版として、2021年10月21日に販売を開始した[44][注釈 6]が、2024年6月中旬に販売を終了した[43]。

## 広告宣伝手法
主にMotoGPやフォーミュラ1などのモータースポーツの他、エクストリームスポーツなどの領域でスポンサー活動をしている。

### オートバイレース
オートバイレースではモトクロス・オブ・ネイションズ、AMAスーパークロス、スピードウェイ・グランプリ、MotoGPフランスグランプリの主催スポンサーとなっている。
チームへのスポンサー活動では、ヤマハ・モーター・レーシングのタイトルスポンサーを務め、「モンスターエナジー・ヤマハMotoGP」の名称で活動している。
個人へのスポンサー活動では、MotoGPのレジェンドであるバレンティーノ・ロッシのスポンサーを務めた。

### 自動車レース
フォーミュラ1では、2010年から2023年までの14年間にわたりメルセデスAMG F1のスポンサーとして活動してきたが、2024年からはマクラーレンF1チームの公式パートナーを務め、ヘルメットやレーシングスーツ、キャップなどにロゴを掲出している。
NASCARでは2017年から2019年まで、最高峰クラスのカップシリーズのタイトルスポンサーを3年のみ担った。またカート・ブッシュ（チップ・ガナッシ・レーシング）のスポンサーにもなった。
ダカール・ラリーではホンダ・レーシング（HRC）のタイトルスポンサーとして活動している。また2024年からインドのオートバイメーカーであるヒーローのファクトリーチームとも提携する。
世界ラリークロス選手権では2014年の発足からしばらく看板スポンサーを務め、有力チームのスポンサーも担った。他にも、ラリーのケン・ブロックの車体ロゴのスポンサーを務めている。

## その他

### FDAへの症例報告
2012年10月22日にCNBCなどがモンスターエナジー飲用後の死亡例が5件FDAに報告されていたと報じ、販売元のモンスタービバレッジは株価が急落しているが、死亡の因果関係は明らかでなくFDAが調査を開始している。

### 訴訟事案
モンスターエナジーが含有する多量のカフェインが原因で、14歳の少女が異変に気づき死亡した。2012年10月19日に、遺族らが製造会社モンスタービバレッジをメリーランド州で提訴している。少女は死亡するまでの24時間に、モンスターエナジー700ミリリットルを2本飲用しカフェイン摂取量は480ミリグラムとされている。病理解剖では「カフェインの毒性による心臓の不整脈」が死因。モンスタービバレッジは栄養飲料を世界中で80億本余販売しているが、同社製品が原因とされる死亡例は認識していない。

### 商標権問題
モンスタービバレッジ、および日本法人のモンスターエナジー カンパニーは、タイトルに「モンスター」や "Monsters" の単語を含む複数のコンピューターゲーム作品に対して、商標登録の異議申し立てや無効審判請求を行い、これらの単語や、ロゴの同系統のフォント、爪痕のデザインなどを使用しないように申し立てを行っている。これまでの事例の一部を以下に示す。
日本
- モンスター烈伝 オレカバトル（2014年1月8日請求） - 商標登録の異議申し立てが行われたが、商標法違反とはいえないとして却下されている。
- モンスターハンタークロス（2016年3月3日請求） - 同様に却下。
- デジモンアプリモンスターズ（2017年2月2日請求） - 同様に却下。
- ポケットモンスター サン&ムーン（2017年6月16日請求） - 同様に却下。
- モンスターストライク（2019年8月28日請求、日本） - 商標登録無効審判が行われたが、棄却されている。『モンスト』の略称や、それを含む関連サービスの名称にも異議申し立てや無効審判が行われたが、いずれも却下もしくは棄却されている。

米国
- イモータルズ フィニクス ライジング（2019年） - ユービーアイソフトのゲームタイトル。発売前に発表されたタイトルは『ゴッズ アンド モンスターズ』だったが、発売前にタイトルが変更された。副ゲームディレクターの Julien Galloudec はゲームのビジョンに従ったもので、権利上の問題ではないとしているが、これとは並行してモンスターエナジー側から『モンスター』の商標の異議申し立てを受けており、ユービーアイソフト側はそれを全面的に否定する記録が残っている。このタイトルはこの裁判が長引いている間に変更され、発売に至っている。
- Dark Deception: Monsters & Mortals（2023年） - インディーズのホラーゲーム。"Monsters" という単語や、商品名のフォントや爪痕のロゴデザインに類似したデザインは権利侵害として、使用しないよう申し立てている。それに加えて、今後 "Monsta", "Monstrous", "Monstrosity" といった単語だけでなく、意味が類似している "Beast", "Unleash" などの単語および、複数本の並行な線を用いたデザイン、黒背景に緑色と白色を使ったロゴも用いないよう要求している。2023年4月現在、開発者は1つのタイトルにとどまらない広範囲に影響が及ぶことを危惧し、これらの要求を受け入れずに法廷で争う姿勢を見せている。

これらに限らず、日本国内外では名称に「モンスター」もしくは「ビースト」を含むアパレルブランドやお菓子、社名、および漫画作品『モンスター娘のいる日常』、ディズニー・ピクサー映画の『モンスターズ・ユニバーシティ』、NBAのトロント・ラプターズのロゴなど、あらゆる商標に多数の異議申し立てを継続的に行っている。
2024年12月時点で、日本国内においては、特許情報プラットフォームに163件のモンスターエナジーについての異議申し立ての記録が登録されているが、そのすべてでモンスターエナジー側の主張が認められず却下されている。